# Krigere uden Vaaben
Krigere uden Vaaben er en digtsamling fra 1943 skrevet af den danske forfatter og modstandsmand Morten Nielsen. Samlingen indeholder 22 digte om livets store spørgsmål, anden verdenskrig og krigens indvirkning på unge mennesker.  
Skæbne blev udgivet anonymt i 1944 i den illegale digt- og novellesamling "Der brænder en ild". Det blev udgivet i Morten Nielsens navn i 1945 efter hans død.

## Skæbne (1944)
Hurtige lyse stemmer der hvirvlede ud i det blå ...
du var ulykkelig, Tykke, men det ku' vi ikke forstå.
Svedig fed og dum ... Helvede satte på spring
og væltede dig og cyklen. Vi stod omkring og lo. 
Du sad på den forreste bænk ... græd ikke, nej glo, glo, glo!
når en bange og vittig vikar spørger om to og to.
Vikarer i første mellem frelste en tynd disciplin
ved at vende det hele mod dig, der forsvarsløs blev til grin. 
Og da det omsider blev forår for os, der var femten år,
og træerne stod og lyste over pigernes bløde hår
og du kom, forsigtigt, alvorligt, - da skete det værste af alt:
at den, der lo højest af os, var hende det hele gjaldt. 
Nu ta'r du hævn! Nu går du med skrårem og støvler på,
du løfter en arm og det skinner i øjnenes blege blå.
For had hån og trusler, det kan et menneske ta' -
men ikke det, nej aldrig: Det og grines a' ... 
Nu er du noget, Tykke! Mand og partikammerat.
Og hvis vi en dag skal til muren, så er din hånd parat.
Parat til at smadre et knojern ind i min mund, når du slår,
for nu vil du dræbe, Tykke, alle de onde år

## Eksterne kilder og henvisninger
- Om digtsamlingen på forfatterweb.dk

| Bog | Spire Denne artikel om bøger og tidsskrifter er en spire som bør udbygges. Du er velkommen til at hjælpe Wikipedia ved at udvide den. |